# Sam Michael
Sam Michael (* 29. April 1971) ist ein australischer Ingenieur und Rennwagen-Konstrukteur in der Formel 1.
Michael wuchs in Canberra auf und studierte an der University of New South Wales in Sydney Maschinenbau. Er nahm während des Studiums Kontakt zu Gregg Siddle, dem ehemaligen Manager von Nelson Piquet und Roberto Moreno, auf, der damals ein Rennteam in der australischen Formula Holden betrieb. Siddle gab Michael parallel zum Studium einen Job in seinem Team und empfahl ihn nach dessen Abschluss seinem Landsmann Peter Collins, der zu dieser Zeit für Lotus in der Formel 1 tätig war.

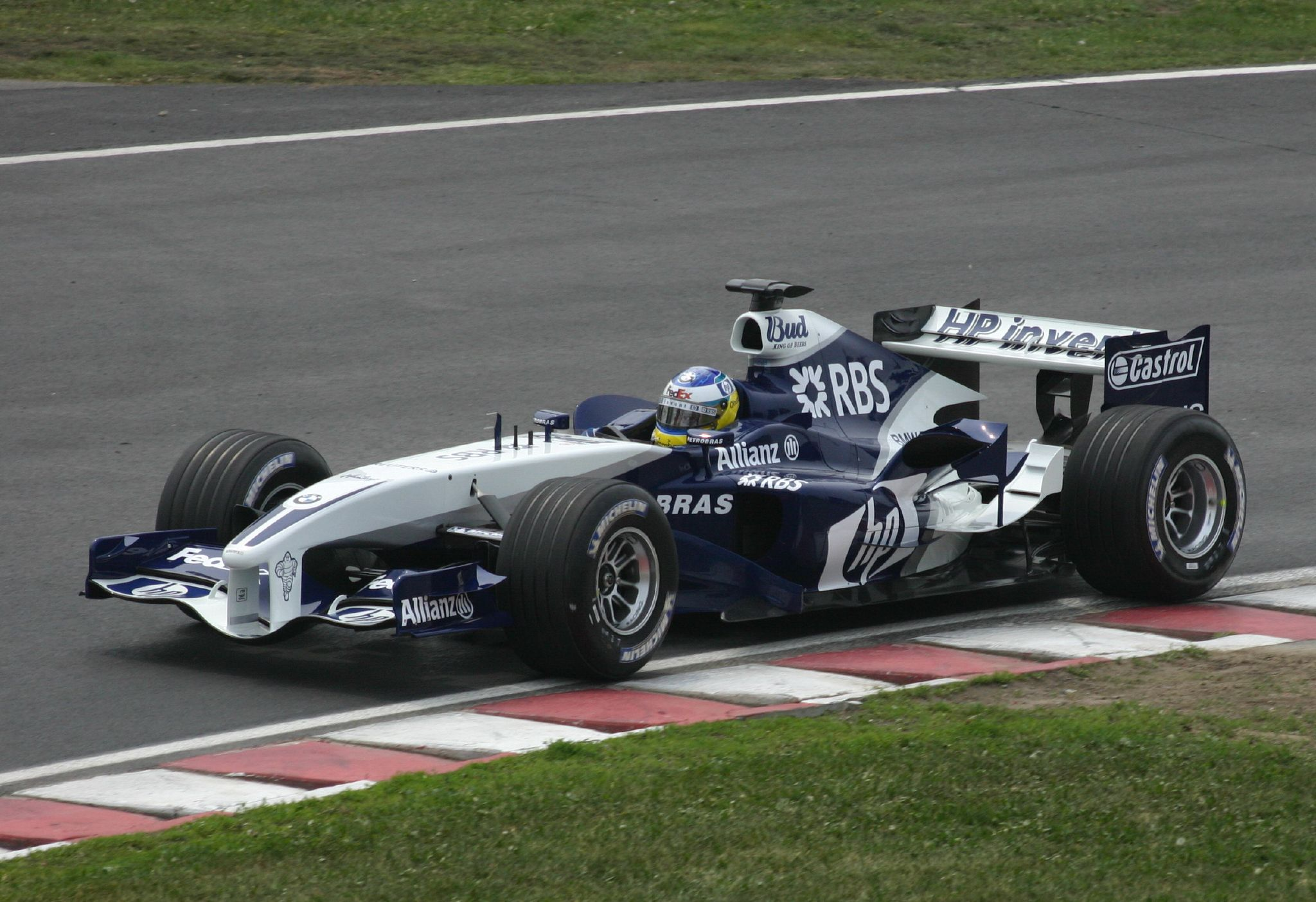
Nick Heidfeld 2005 im von Michael konstruierten Williams FW27

1993 ging Michael nach Norfolk, um an der Seite von Peter Wright in der Entwicklungsabteilung von Lotus an Datenerfassung und Rennsimulation zu arbeiten. Nach dem Ende des Lotus-Teams 1994 wechselte er zu Jordan, wo er zunächst wieder für die Datenerfassung an der Rennstrecke zuständig war und 1996 den Aufbau der Abteilung für Forschung und Entwicklung leitete. 1998 wurde Michael Renningenieur von Ralf Schumacher und nach dessen Wechsel zu Williams von Heinz-Harald Frentzen, mit dem er 1999 zwei Rennen gewinnen konnte.
2000 wechselte Michael als Chefingenieur zu Williams und übernahm 2004 von Patrick Head den Posten des Technischen Direktors. Aufgrund der Misserfolge in der Saison 2011 wurde die Trennung zum Saisonende 2011 bekanntgegeben. Beim Großen Preis von Singapur war Michael letztmals für Williams im Einsatz. Von 2012 bis 2014 war er Sportdirektor bei McLaren.